# Hany Moustafa
Hany Moustafa (ar. هاني مصطفى; ur. 27 października 1947 w Kairze) – egipski piłkarz grający na pozycji obrońcy. W swojej karierze grał w reprezentacji Egiptu.

## Kariera klubowa
Całą swoją karierę piłkarską Moustafa spędził w klubie Al-Ahly Kair. Zadebiutował w nim w 1965 roku i grał w nim do 1977 roku. Wywalczył z nim trzy mistrzostwa Egiptu w sezonach 1974/1975, 1975/1976 i 1976/1977 oraz zdobył Puchar Egiptu w sezonie 1965/1966.

## Kariera reprezentacyjna
W reprezentacji Egiptu Moustafa zadebiutował w 1969 roku. W 1970 roku był w kadrze Egiptu na Puchar Narodów Afryki 1970, na którym zajął z Egiptem 3. miejsce. W 1974 roku także zajął z Egiptem 3. miejsce w Pucharze Narodów Afryki 1974. W kadrze narodowej grał do 1974 roku.